# Retrato de la Burguesía
Retrato de la Burguesía és un mural realitzada per David Alfaro Siqueiros i Josep Renau a la seua etapa mexicana. Va ser la primera gran pintura mural de l'artista valencià en el seu exili mexicà, tot i que la seua participació queda eclipsada per la fama del seu amic David Alfaro Siqueiros. Fou un encàrrec del sindicat mexicà d'electricistes, i es troba a l'edifici central de l'entitat.
La major part de la documentació fotogràfica i les imatges bàsiques del mural pertanyen a Renau, i es veu la seua influència en la tècnica de juxtaposició dels fotomuntatges, la iconografia.constructivista del sostre i l'acabat final.
L'artista valencià finalitzà l'obra sol, en tant que Siqueiros i els seus col·laboradors abandonen el país després de l'assassinat de Trotski. Manuela Ballester participà en la finalització del mural. Poc després, Renau començaria a treballar en La marcha del proletariado, un altre projecte per al sindicat d'electricistes.